# 河田雄志
河田 雄志（かわた ゆうし）は日本の漫画家・漫画原作者。作品は主に行徒・行徒妹の姉妹が作画を担当している。

## 作品リスト
- 成りたがり - （『ヤングマガジンアッパーズ』講談社 1998年4号 - 2000年5号）
- We are the 惨歌 - （『ヤングマガジンアッパーズ』講談社 2001年24号 - 2002年11号）
- 島国ロマンス万力高校 - （『月刊少年チャンピオン』秋田書店 2003年6月号 - 2005年9月号）
- 学園革命伝ミツルギ - （『月刊コミックラッシュ』ジャイブ 2005年3月号 - 2010年6月号、作画:行徒）
- 学園革命伝ミツルギ なかよし - （『ヤングガンガン』スクウェア・エニックス 2010年20号 - 2011年18号、『月刊ビッグガンガン』スクウェア・エニックス 2011年Vol.1 - 2012年Vol.08、作画:行徒）
- 夢幻戦記 - （ジャイブ、作画:行徒、原案:栗本薫）
- 至急救世主列伝 DAIGEN - （『月刊少年チャンピオン』秋田書店 2007年12月号）
- くのいち一年生 - （『漫画アクション』双葉社 2009年No.6号 - 2011年8月2日号、作画:行徒妹、扉絵:行徒）
- もぎたて☆アイドル人間 - （『ヤングエース』角川書店 2010年5月号 - 2012年10月号、作画:行徒）
- 堕天使学園デビパラ - （『ヤングエース』角川書店 2013年2月号 - 2013年10月号、作画:行徒）
- ドン・キホーテ 憂い顔の騎士 その愛 - （『月刊コミック@バンチ』新潮社 2013年3月号 - 2014年5月号、作画:行徒、原案:セルバンテス）
- ヴァン・ヘルシング Darkness Blood - （『ジャンプ改』集英社 2012年12月号 - 2014年11月号、『となりのヤングジャンプ』集英社 2014年12月 - 2015年9月、作画:行徒）
- 北斗の拳 イチゴ味 - （作画:行徒妹、原案:武論尊・原哲夫、『WEBコミックぜにょん』徳間書店 2013年3月1日 - 連載中）
- ねこがあらわれた! - (『WEBコミックぜにょん』徳間書店 2016年9月 - 2018年5月、漫画:行徒）
- 新世紀エヴァンゲリオン ピコピコ中学生伝説 - （『ヤングエース』角川書店 2014年5月号 - 2018年9月号、作画:行徒、原作:カラー・GAINAX）
- スーパーのお兄さん - （『ヤングエース』KADOKAWA 2018年12月号 - 2020年12月号、作画:行徒）
- 北斗の拳 イチゴ味×クローズII（『月刊少年チャンピオン』秋田書店 2018年10月号）
- 神鏡アリスと美少年と美少年と美少年と美少年と美少年。〜乙女ゲームロワイヤル〜 - （『ふらっとヒーローズ』小学館クリエイティブ 2019年6月号 - 2021年1月15日、作画:行徒）
- 民子とヴィジュアル系と。 - (『となりのヤングジャンプ』集英社 2019年12月6日 - 2021年6月18日、作画:行徒)
- 「ロックマンちゃん」＆「ロックマンさん」（共著:行徒、監修・協力：カプコン、『ヤングエースUP』KADOKAWA 2021年4月28日[1] - 2024年6月19日（ちゃん）[2]・2024年5月22日（さん）[3]）
- わけあって絶滅しました。ビューティフル（共著:行徒、監修：今泉忠明・丸山貴史、『コミプレ』ヒーローズ 2022年7月22日[4] - 2023年7月7日[5]）
- 誰が奥寺翔を殺したのか？（『少年マガジンエッジ』2023年3月号[6] - 2023年11月号[7]→『コミックDAYS』[8]2023年12月27日[9] - 2024年11月13日、漫画：行徒） - 原作担当
- 魔王様、世界が美味しすぎて滅ぼすのをやめる。（『コミプレ-Comiplex-』2024年7月26日[10] - 連載中） - 「河田雄志×行徒」名義[10]